# Église Saint-Paul de la Vallée-aux-Renards

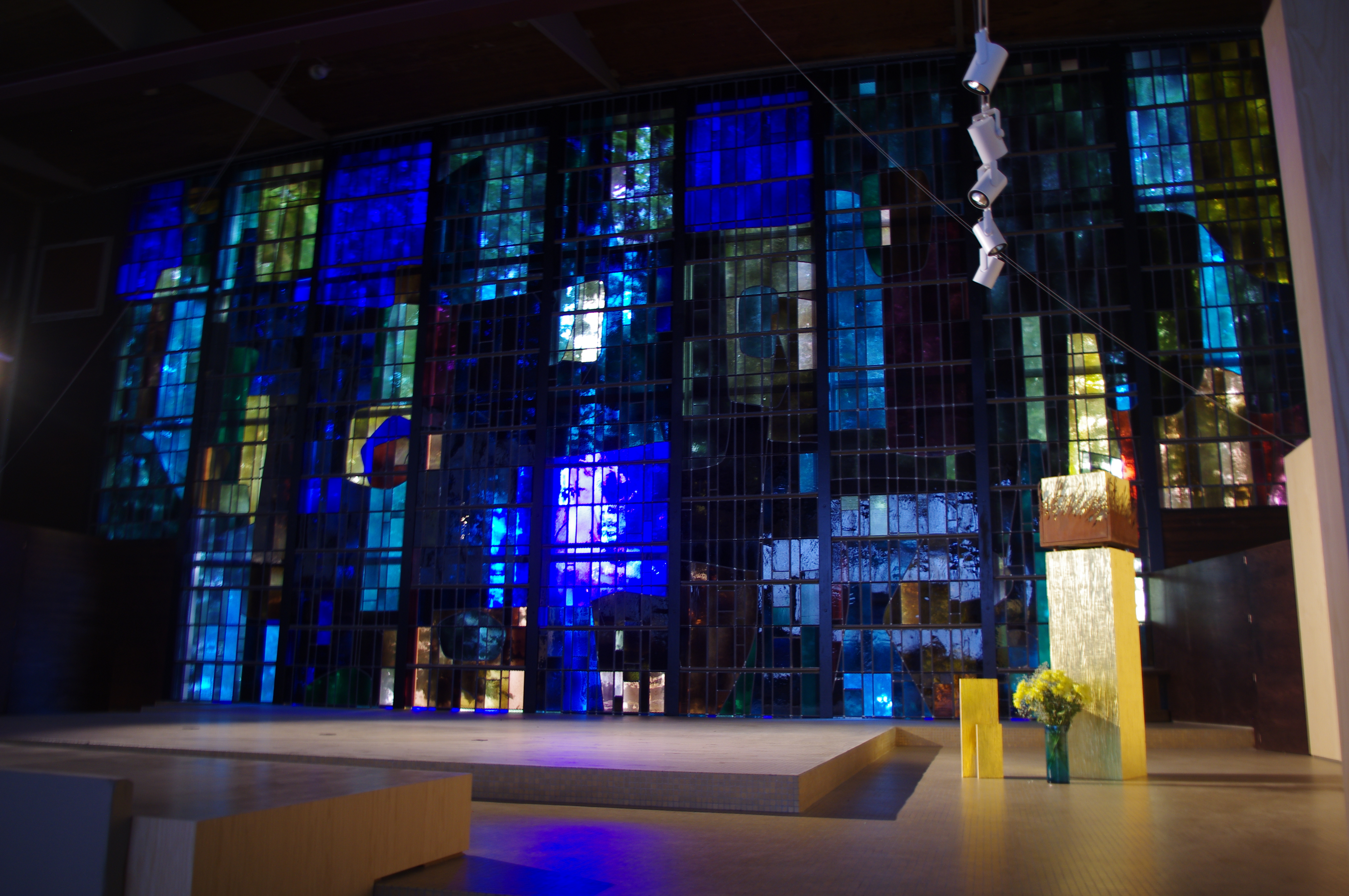
Le vitrail.

L'église Saint-Paul de-la-Vallée-aux-Renards est une église paroissiale catholique datant du XXe siècle et se situant entre les communes de Fresnes et de L'Haÿ-les-Roses dans le département du Val-de-Marne. Elle est bâtie en style contemporain. Cette église se situe dans le quartier de la Vallée aux Renards à proximité immédiate d'une zone de logements sociaux. Elle appartient au secteur paroissial du Val-de-Bièvre qui comprend Gentilly, Arcueil, Cachan, Villejuif, L'Haÿ-les-Roses et Fresnes. Les locaux paroissiaux sont situés dans le même bâtiment. Cette église paroissiale appartient au Secteur du Val de Bièvre.

## Localisation
L'église Saint-Paul-de-la-Vallée-aux-Renards se situe à Fresnes dans le Val-de-Marne, mais en bordure de la ville de L'Haÿ-les-Roses, au milieu de logements sociaux, à proximité du centre pénitentiaire de Fresnes. 

## Historique
Cette église est bâtie en 1963 sur financement des Chantiers du Cardinal. Son architecte est Jean Prouvé, assisté de Paul Picot,.
La structure de sa nef est une halle métallique, construite sur un socle de béton, où sont les locaux paroissiaux. Une croix en acier rouge est à l'entrée de l'église.
Elle reçoit le label « Patrimoine du XXe siècle »,.

## Équipe liturgique
- Père Roger Djop Yafwamba
- Père Fernand Prod'Homme
- Père Amel Kawanga

## Messes
L'église accueille la messe le dimanche entre 10h30 et 11h30 durant l'année, sauf l'été où elle commence entre 9h30 et 10h30.